# Karl von den Steinen
Karl von den Steinen (Mülheim, 7 de març de 1855 - Kronberg im Taunus, 4 de novembre de 1929) era un metge (amb èmfasi en psiquiatria), etnòleg, explorador, i autor d'una important obra antropològica alemany, particularment per a l'estudi de Cultures índies del Brasil central, i l'art de les illes Marqueses. Va establir les bases permanents per a l'etnologia brasilera.

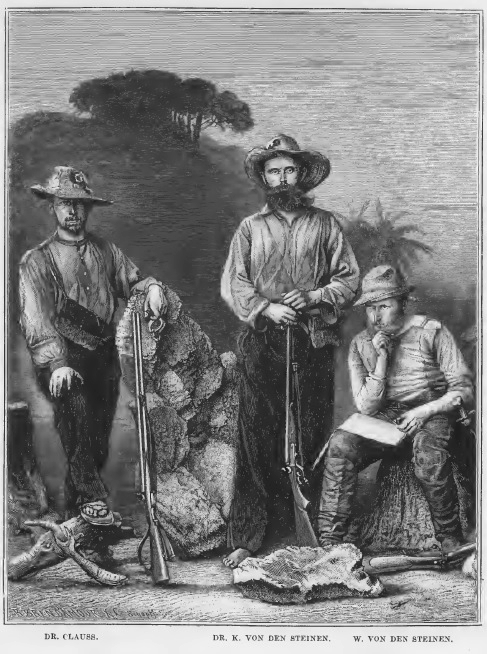
Dr. Karl von den Steinen (centre) i els seus companys de la primera expedició a la regió de Xingu.

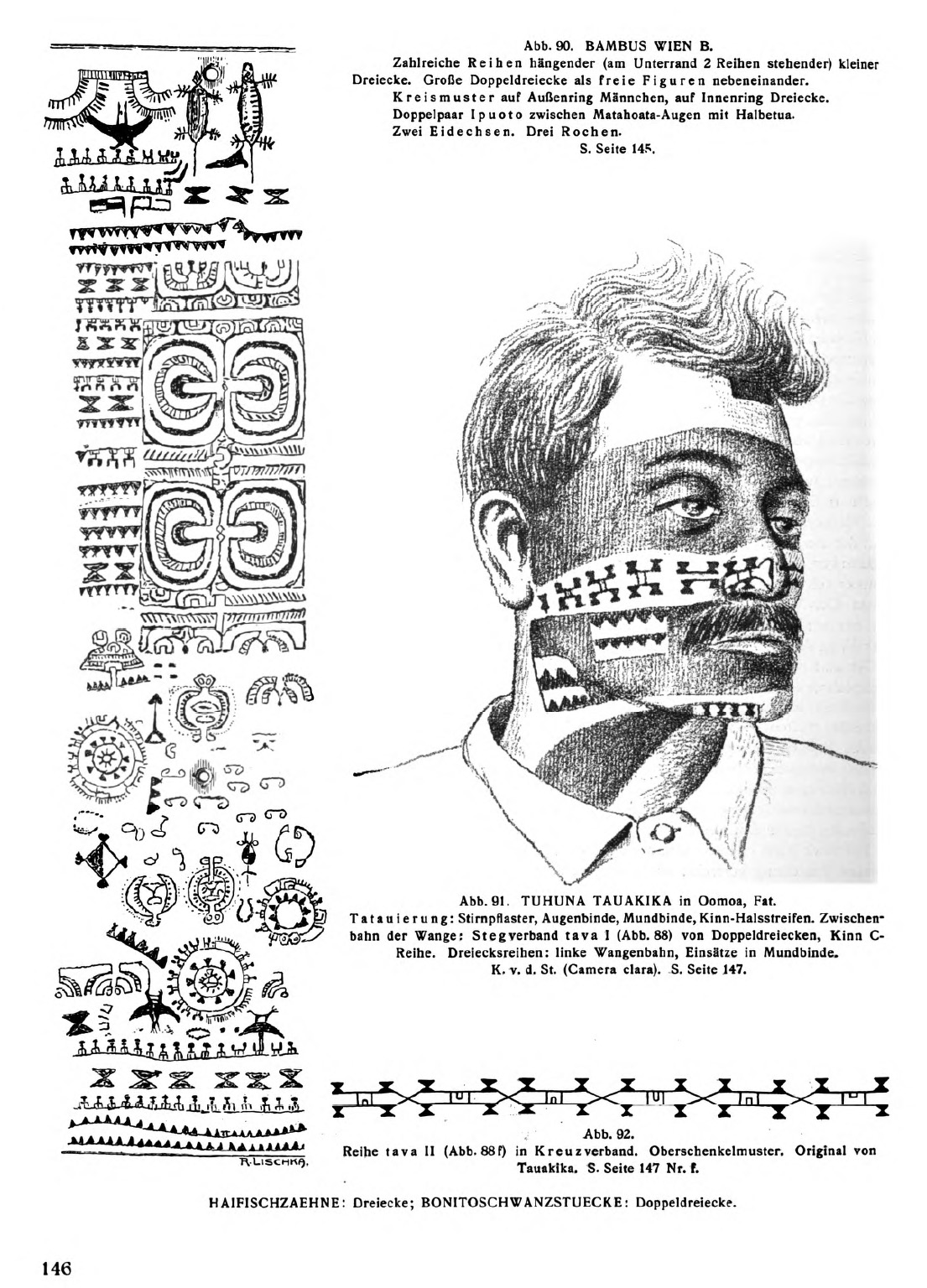
v.d.Steinen vol.1, tatuatges de les Marqueses.

## Trajectòria
Investigador a la Universitat de Berlín, el 1884, amb alguns auxiliars, va sortir de Cuiabá, va baixar pel riu Xingú de la font a la desembocadura, anant a Pará. Va estudiar els indis, va establir l'origen dels bakairís com a caribs i no tupí-guaranís, com es creia fins aleshores. Va publicar els resultats de l'expedició el 1886 al llibre titulat Durch Central-Brasilien.
Va tornar al Brasil el 1887 per estudiar els afluents del riu Xingu. Per a aquesta expedició, va contractar com a guies Carlos Dhein i el seu germà Pedro Dhein de Rio Grande do Sul perquè s'unissin a l'expedició. Com a resultat dels seus estudis, va publicar Unter den Naturvölkern Zentral-Brasiliens.
En ambdues expedicions va comptar amb el suport financer de l'Imperi brasiler, interessat en aquests estudis, i que també li va proporcionar alguns soldats com a guies. La major part va ser finançada per l'Institut Bibliogràfic de Leipzig, propietat de Herrmann Julius Meyer.
Fou professor de la Universitat de Marburg i president de la Societat Geogràfica de Berlín. També va estudiar les illes Marqueses.

## Exploració
- 1879-1881: Un viatge al voltant de la terra
- 1882-1883: primera expedició internacional de l'any polar alemany a Geòrgia del Sud
- 1884: primera expedició a la regió del riu Xingu del Brasil (vegeu Parc indígena del Xingu)
- 1887-1888: Segona expedició a la regió de Xingú (Brasil)
- 1897-1898: expedició a les Illes del Mar del Sud (illes Marqueses)

## Obres
- Durch Central-Brasilien: Expedition zur Erforschung des Schingú im J. 1884 (Through Central-Brazil: expedition to explore the Xingú in the year 1884). Brockhaus, Leipzig 1886; Reprint: Fines Mundi, Saarbrücken 2006
- Die Bakaïrí-Sprache: Wörterverzeichnis, Sätze, Sagen, Grammatik; mit Beiträgen zu einer Lautlehre der karaïbischen Grundsprache (The Bakairi language: vocabulary, sentences, stories, grammar, phonetics, with contributions to a basic language of the Caribs). Koehler, Leipzig 1892
- Unter den Naturvölkern Zentral-Brasiliens (Among the primitive peoples of Central Brazil) Reiseschilderungen und Ergebnisse der zweiten Schingú-Expedition 1887–1888 (Travel accounts and results of the second Schingú Expedition 1887-1888). Geographic Verlagsbuchhandlung von Dietrich Reimer, Berlin 1894, Reprint: Fines Mundi, Saarbrücken 2006
- Die Marquesaner und ihre Kunst: Studien über die Entwicklung primitiver Südseeornamentik nach eigenen Reiseergebnissen und dem Material der Museen (The Marquesas and their Art: studies on the evolution of primitive Südseeornamentik results according to travel and material of the museums), 3 volumes, Reimer, Berlin 1925–1928; Reprint: NY 1969; Reprint: Fines Mundi, Saarbrücken 2006
  - Volume 1 Tattooing: a history of the island group and a comparative introduction to the Polynesian custom, 1925
  - Volume 2 Plastic: with an introduction on "Material Culture" and an appendix "Ethnographic additions, 1928
  - Volume 3, The library, 1928